# Helen Quinnová
Helen Rhoda Arnold Quinnová (* 19. května 1943 Melbourne) je americká fyzička austrálského původu zabývající se fyzikou elementárních částic. Její práce se týká především hledání jednotné teorie tři interakcí, silné, elektromagnetické a slabé. Obdržela několik vyznamenání včetně Diracovy medaile.

## Život
Quinnová absolvovala střední školu ve Victorii v Austrálii a následně nastoupila na University of Melbourne. Na doktorské studium přešla do USA na Stanfordovu univerzitu. V roce 1967 získala doktorát, v té době tvořily ženy méně než 2% fyziků. Postgraduální práci absolvovala v německé urychlovačové laboratoři DESY v Hamburku. Následně strávila sedm let na Harvardově univerzitě předtím, než se vrátila do Stanfordu, kde získala post profesorky fyziky na Stanford Linear Accelerator Center.

## Příspěvky ve fyzice
Společně s Howardemem Georgim a Stevenem Weinbergem ukázala že tři typy základních fyzikálních interakcí (silná, elektromagnetická a slabá), které vypadají velmi odlišné když pozorujeme jejich chování v běžném světě, se stávají velmi podobné v procesech s extrémně vysokými energiemi. Proto mohou být tyto tři interakce aspekty jediné sjednocené interakce. Navrhla také možnou novou symetrii vesmíru, později známou jako Pecceiova–Quinnové symetrie. Tato vysvětluje jak může v silné interakci platit CP symetrie, ačkoli ve slabé interakci tato symetrie neplatí. Jedním z důsledků této teorie je předpověď částice známé jako axion. Tato částice dosud nebyla pozorována, ale uvažuje se o ní jako o možném kandidátovi na temnou hmotu.
Rovněž společně s Weinbergem a Enrico Poggiem ukázala, jak může být fyzika kvarků použita k předpovědi některých aspektů fyziky hadronů (což jsou částice složené z kvarků) bez ohledu na detaily struktury hadronů. Tato vlastnost je známa jako kvark-hadronová dualita.
V několika různých zemích vystoupila s přednáškou "Chybějící antihmota", ve které naznačuje, že tato oblast výzkumu je velmi slibná.
Dlouhodobě se angažuje v otázce výchovy. V Kalifornii, pracuje s učiteli ze základních a středních škol, tak aby se naučili předávat zábavu a vzrušení související s fyzikou studentům. Je členkou Rady pro vědecké vzdělávání v rámci Národní rady pro výzkum. Předsedala výboru, Národní rady pro výzkum který v roce 2012 vyvinul "Rámec pro K-12 vzdělávání vědy", který by se měl stát vodítkem pro vývoj multistátních norem pro vědecké vzdělávání. Konečná podoba dokumentu byla vydána v roce 2013 pod názvem "Příští generaci vědeckých standardů".

## Vyznamenání
- 2013 – Sakuraiova cena za teoretické částicové fyziku Americké Fyzikální Společnosti
- Členka a bývalá prezidentka, Americké Fyzikální Společnosti
- Členka americké Národní Akademie Věd
- Členka Americké Akademie Umění a Věd
- 2000 – Diracova Medaile Mezinárodního centra pro teoretickou fyziku (spolu s ní ocenění Howardem Georgi a Jogesh Pati) za průkopnické příspěvky v hledání jednotné teorie kvarků a leptonů a silné, slabé a elektromagnetické interakce
- 2005 – Získala čestným Řád Austrálie, "za službu vědeckému výzkumu v oblasti teoretické fyziky a vzdělávání" (ocenění bylo čestný, protože Quinnová již nemá australské občanství)[5]
- 2008 – Kleinova medaile Královské švédské akademie Věd